# Waschhaus (Saint-Martin-du-Tertre)

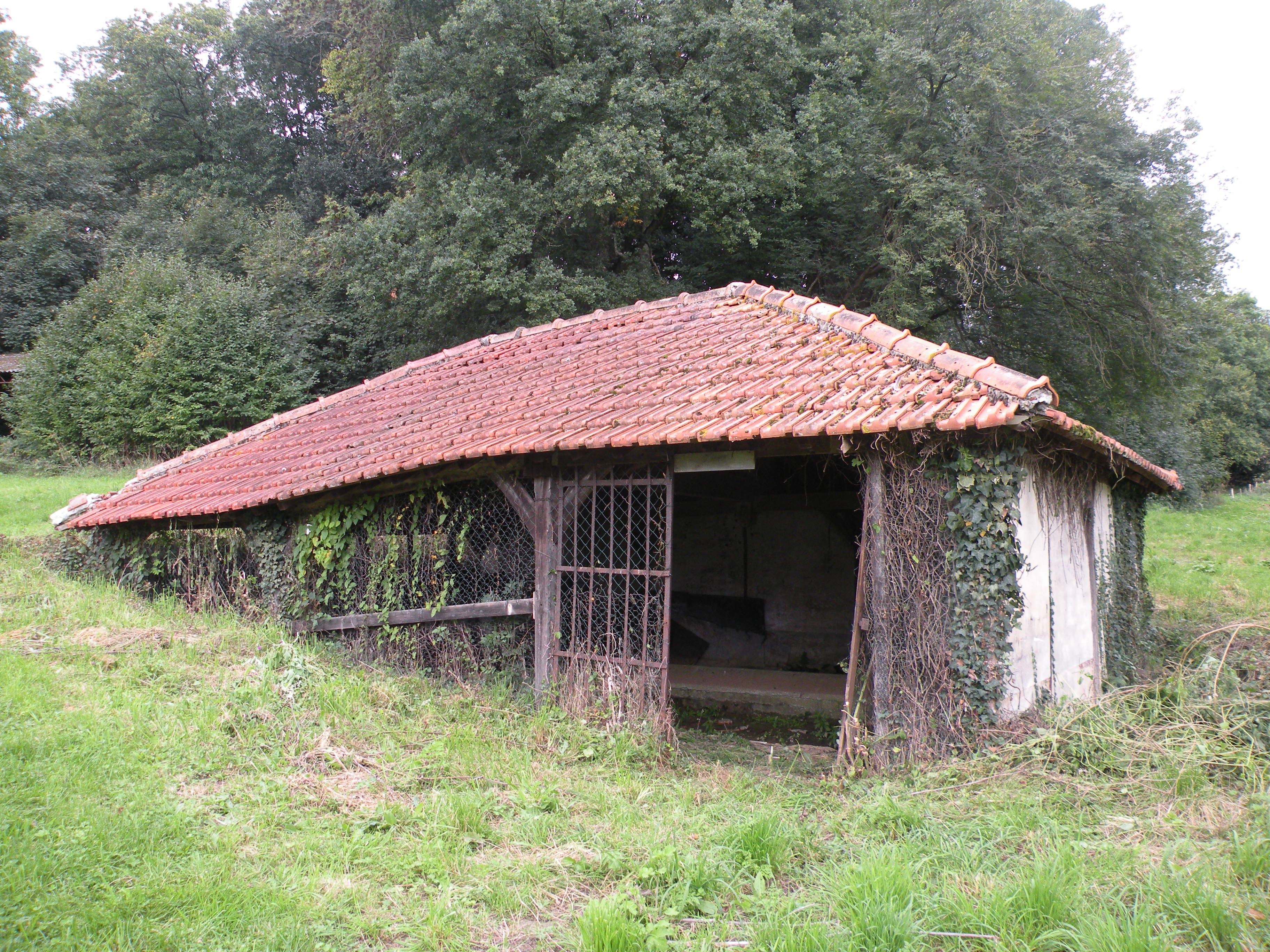
Waschhaus in Saint-Martin-du-Tertre

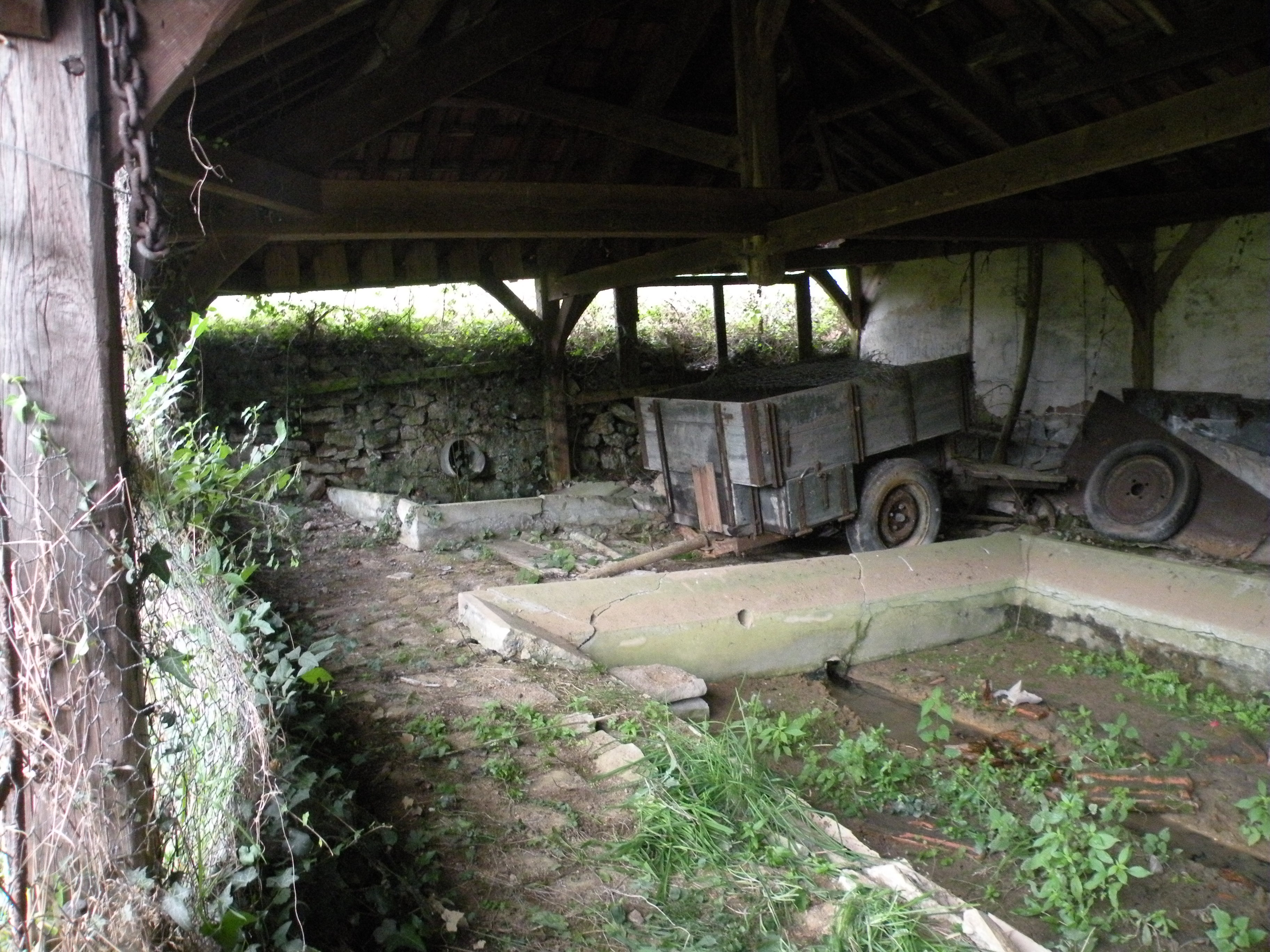
Innenansicht (heute als Schuppen genutzt)

Das Waschhaus (französisch lavoir) in Saint-Martin-du-Tertre, einer französischen Gemeinde im Département Val-d’Oise in der Region Île-de-France, wurde 1816 errichtet. Das ehemalige Waschhaus steht in der Rue de Viarmes. 
Es ist an drei Seiten geschlossen, sodass die Wäscherinnen bei jedem Wetter geschützt waren. Das Waschhaus, das aus einer Holzkonstruktion besteht, besitzt zwei unterschiedlich große Wasserbecken. Das eine dient zum Waschen und das andere zum Klarspülen.